# Tour Galfa
La tour Galfa (en italien : Torre Galfa) est un gratte-ciel de Milan en Italie.

## Histoire
Les travaux de construction du bâtiment, commencés en 1956, ont été terminés en 1959.

## Description
Avec 109 mètres de hauteur et 28 niveaux, la tour Galfa est le douzième bâtiment le plus haut de Milan.